# ウェンディ・モイラー・アンジェラ・ダーリング
ウェンディ・モイラー・アンジェラ・ダーリング (Wendy Moira Angela Darling) は、イギリス（スコットランド）の作家ジェームス・マシュー・バリーの戯曲『ケンジントン公園のピーター・パン』、小説『ピーター・パンとウェンディ』などに出てくるピーター・パンに憧れる少女。

## 人物
ダーリング家の長女。12歳。夢見がちだがしっかり者の少女で小説家を目指している。おとぎ話での存在と思っていたピーター・パンに憧れる。ピーター・パンの影を縫いつけてやる。ネバーランドに来てからは、迷子（ロストボーイ）たちのお母さん役となる。

### 家族構成
- 父 - ジョージ・ダーリング
- 母 - メアリー・ダーリング
- 長弟 - ジョン・ダーリング
- 次弟 - マイケル・ダーリング
- 長女 - ジェーン
- 孫 - マーガレット（ジェーンの娘）

### 外見・服装
髪型は各色のリボンでポニーテール、ツインテールにしている絵もある。また、各色のネグリジェを着ている絵もある。

## 名前について
名前の由来はバリーに対して「友」（フレンド）と呼びかけていた人物の幼い娘がそれを聞いて「フウェンディ」などと発音していたことをヒントに、ヒロインに珍しい名前を付けたいと思っていたバリーが創作した名前であると言われている。
ピーター・パンの物語が執筆される以前にもこの名前は存在したが、非常に珍しい名前であった。
この名前はこれをきっかけとして一般的なものになり、現在は英語圏で女性の名前としてよく見られるようになっている。

## ディズニー版

### 『ピーター・パン』
水色のナイトドレス（ネグリジェ）を着ている。髪色は茶髪で水色のリボンでポニーテールに結んでいる。ダーリング一家の3姉弟の長子。十代前半～後半の少女。ピーター・パンの話を信じており、その話を2人の弟であるジョンとマイケルにしている。そのことで父親からは苦々しく思われており、年齢上そろそろ一人部屋で暮らす（＝大人になる）べきだと言われている。しかし、本人は「大人なのだから」「女性なのだから」という価値観を押しつけられることを快く思っていない。一方で年頃の女の子らしくピーターに思いを寄せているところも見られ、ピーターが人魚たちやタイガーリリーと仲良くすると嫉妬することもある。また、自らもティンカーベル（ティンク）に嫉妬されている（本人がそのことに気が付いているかは不明）。情の深いところがあり、ピーターがミスター・スミーにフック船長を狙撃させるなど残酷なことをすると悲しむこともある。ピーター・パンやネバーランドを夢に見ることもあるらしく、初めてピーターに会ったり、ネバーランドに到着した時も「夢で見た通りの姿」と感激している。当初は大人になりたくないと訴えているが、数々の事件を経てラストシーンで自ら進んで大人になることを決意する。ピーターのことは大人になっても忘れていないらしく、『2』でもティンクの粉を浴びて（少しだけだが）浮遊する描写がみられる。
- ピーターパンの隠れ家（首吊り人の木）にいた時、マイケル達に本当のお母さんの事を語ってあげた。
- 人魚の泉にいた際、人魚達に水の中に引きずりこまれかけた事もある。
- 制作アニメーション監督はエリック・ラーソン。

### 『ピーター・パン2』
2児の母として登場している。終盤でピーターパンと再会した。
ジェーン
本名は、ジェーン・モイラー・アンジェラ・ダーリング。第二次世界大戦という現実の中で、夢を見る心を忘れてしまったウェンディの子供。本作の主人公であり、ウェンディと間違われフックに攫われることになる。終盤で夢を見る心を取り戻した。
ダニー
ジェーンの弟で、本名はダニー・ダーリング。ピーター・パンがいると信じている。
エドワード
ウェンディの夫。本名はエドワード・ダーリング。物語序盤で戦場に向かうも、終盤で無事に帰ってきている。

## Burbank Films版
服の色は藤色で金色の髪をしている。
- ディズニーアニメからクレームを受けるおそれがあったための配慮である。

## ビデオ絵本版
薄いオレンジ色の髪でピンクのナイトドレスを着ている。
- これもディズニーアニメからクレームを受けるおそれがあったための配慮である。

## 世界名作劇場版
金色の髪をして、ピンクのスカートをはいている（下に白い長袖の服を着ている）。1時間枠での初回放送版ことスペシャル放送版（後の第1話と第2話）で彼女はジョージ・ダーリングに大人になるべきだと言われる。寝る際は動物の縫いぐるみを抱いている。ネバーランドでは、ロストボーイ達（カーリー、スライトリー、トートルズの三人）の「お母さん」として家事全般を担当、朝食を作ったり家の中の掃除、洗濯などをするなど、世話好きなところから、いままでのシリーズとは異なるウェンディとなっている。ピーター・パンに首飾りをもらったお礼にキスをした。ネバーランドに住んでいる内に、さまざまなことを学んで成長していった（タイガーリリーと共に行動したり、フック船長や闇の魔女になったルナに立ち向かうなどがそれである）。終盤にてロンドンに帰還した（大人になるにつれて、ピーター・パンの事を忘れてしまった）。
ジェーン・モイラー・アンジェラ・ダーリング
ウェンディの（1人?）娘。ウェンディからピーター・パンの話を聞いており、ウェンディを迎えに来たピーター・パンと出会い共に冒険の旅に出る。

## Peter Pan and the Pirates版
黒の髪をして、ピンクのスカートをはいている。

## スーパー・アニメファンタジー版
金色の髪をして、ピンク色のドレスを着ている。赤い宝石をつけている。

## 世界名作ファンタジー版
スーパー・アニメファンタジー版同様、金色の髪をして、ピンク色のドレスを着ている。

## 世界名作アニメ絵本版
金色の髪をして、橙色のドレスを着ている。

## はじめてのえいご・めいさくどうわ版
金色の髪をして、赤い紐付きのピンク色のナイトドレスを着ている。

## ユニバーサル・ピクチャーズ版
映画 『ピーター・パン』（2003年、米・英・豪合作映画）でも、小説家を目指している少女として登場している。ちなみに、海賊になった時の名前は『血染めのジル』である。

## 角川つばさ文庫版
ディズニー版と同じ姿をしているが、全体的にアレンジされている。

## 演じた役者・声優
- ピーター・パン（1953年、アメリカ映画、アニメ） - キャサリン・ボーモント（渕崎ゆり子（日本上映版、ブエナ・ビスタ版）、土井美加（ポニー版））
- ピーターパンの冒険（1989年、日本のテレビアニメ、世界名作劇場） - 松井菜桜子
- ピーター・パン2 ネバーランドの秘密（2002年、アメリカ映画、アニメ、ビデオ映画、1953年版の続編） - ケイス・スーシー（安田成美）
- フック - 現代：マギー・スミス（杉山とく子）、過去（回想）：グウィネス・パルトロー
- ピーター・パン（2003年、アメリカ映画） - レイチェル・ハード＝ウッド（平澤優花）
- ピーター・パン&ウェンディ（2023年、アメリカ映画） - エヴァー・アンダーソン